# 8617 Fellous
8617 Fellous este o planetă minoră (asteroid), cu un diametru de 5,058 km, din centura de asteroizi. A fost descoperită pe 6 august 1980 la Observatorul Kleť de Zdeňka Vávrová⁠(d). 
Obiectul prezintă o orbită caracterizată de o semiaxă mare de 2,4229455 UAi, o excentricitate de 0,21, o înclinație de 4,01389 ° în raport cu ecliptica.